# Wetterhoun
Der Wetterhoun oder Friesische Wasserhund ist eine von der FCI (Nr. 221, Gr. 8, Sek. 3) anerkannte niederländische Hunderasse.

## Herkunft und Geschichtliches
Der Wetterhoun ist ein Wasserhund im klassischen Sinne. „Wetter“ ist das westfriesische Wort für Wasser. Dem Wetterhoun ähnliche Hunde wurden schon im Mittelalter als Hofhund gehalten. Hier diente er als Wachhund, der auch das Ungeziefer vom Hof fernhielt. Vermutlich geht er auf viel ältere Wasserhunde zurück, angefangen beim Portugiesischen Wasserhund. Eine weitere Ahnenreihe zeigt nach Osteuropa, der Curly Coated Retriever soll zu seinen direkten Vorfahren gehören. Beides erklärt sein gelocktes, persianerartiges Fell. Engste Verwandtschaft besteht zur zweiten friesischen Rasse, dem Stabyhoun.
Der Wetterhoun war in den 1950er Jahren fast ausgestorben. Eine Friesin, die in ihrer Jugend einen Wetterhoun hatte, suchte in einer Zeitungsannonce noch lebende Wetterhouns. Hieraufhin meldeten sich einige Bauern, die zum Teil auch noch Mischlinge aus Stabijs und Wetters besaßen. Aus diesen Hunden wurde die heutige Population neu aufgebaut. Derzeit gibt es weltweit ungefähr 800 Hunde, die zum größten Teil in den Niederlanden leben. Etwa 80 Hunde gibt es in Finnland, 40 in Frankreich und circa 25 in Deutschland. Für die Zucht ist die Nederlandse Vereiniging voor Stabij en Wetterhoun zuständig. Der Verein möchte die Tradition aufrechterhalten und achtet daher stark darauf, dass die Zuchtbestimmungen eingehalten werden.

## Beschreibung
Das Auffällige am bis zu 59 cm großen Wetterhoun ist sein persianerartig gelocktes Fell, die Haare sind halblang und die Locken liegen sehr dicht am Körper an, es ist leicht ölig, also hervorragend für die ausdauernde Arbeit im Wasser geeignet. Die am weitesten verbreiteten Farben sind schwarz-weiß und braun-weiß. Der Kopf ist kräftig und die Ohren liegen seitlich am Kopf an. Die Rute wird, geringelt, aufrecht auf dem Rücken getragen. Der Wetterhoun soll kräftig und gerade gewinkelt (quadratisch) gebaut sein.

## Wesen
Sehr robuster Hund mit einem „eigenen Charakter“, er ist Fremden gegenüber reserviert, gegenüber seinen Bezugspersonen aber freundlich und zuverlässig. Der Charakter wird in der deutschen Literatur als stur bzw. dickköpfig beschrieben; dieser Fehler erklärt sich aus der Übersetzung des niederländischen Wortes „stoer“, was hier tapfer und widerstandsfähig bedeutet.
Er ist gut zu erziehen, es erfordert allerdings Konsequenz und eine Sensibilität für diese Rasse. Wiederholungen langweilen ihn schnell, er ist aber sehr arbeitsfreudig bei Sachen, die ihn begeistern (Apportieren, Suchen, Stöbern). Der Wetterhoun ist sehr wachsam.

## Verwendung
Zur Jagd wurde er auch auf Otter und Iltisse abgerichtet. Um 1900 wurden die Wetterhouns auch zur Maulwurfjagd eingesetzt. Maulwurfsfell war damals ein Handelsgut. Hunde mit kräftiger Statur wurden als Karrenhunde verwendet. Auch heute hat er manchmal die Aufgabe, im Rahmen der Deichpflege, Bisamratten zu fangen.  Überwiegend dient er aber weiterhin als Hof- und Wachhund.